# ماك بريان
ماك بريان (بالإنجليزية: Mac Bryan)‏ هو مدرب رياضي أمريكي، ولد في 1959.